# Laurentius Erici
Laurentius Erici, född i Linköpings församling, död 22 november 1653 i Löts församling, Östergötlands län, var en svensk präst.

## Biografi
Erici föddes i Linköpings församling. Han var son till domkyrkosysslomannen i Linköping. Erici prästvigdes 4 april 1626. Han var krigspräst under kriget i Tyskland och Danmark 1630 och 1631. Erici blev 1645 kyrkoherde i Löts församling, tillträde 1647. Han avled 1653 i Löts församling och begravdes i Löts kyrka.

### Familj
Erici var gift med Benedicta Jonsdotter. De fick tillsammans fem söner och en dotter.